# Убийство Меган Канки
Убийство Меган Канки (7 декабря 1986, Манхэттен, Нью-Йорк — 29 июля 1994, Хэмильтон, округ Мёрсер (штат Нью-Джерси)) произошло 29 июля 1994 года в Гамильтоне, округ Мерсер, штат Нью-Джерси. Семилетняя Меган Канка была изнасилована и убита соседом, Джесси Тиммендекасом. Преступление привлекло широкое общественное внимание к проблеме педофилии и привело к принятию в мае 1996 года Закона Меган (англ. Megan's Law). Согласно этому закону, общественность получает доступ к информации о местонахождении преступников, осуждённых за преступления на сексуальной почве.

## Джесси Тиммендекас

Джесси Тиммендекас

Джесси К. Тиммендекас (англ. Jesse Timmendequas; род. 15 апреля 1961) имел две судимости за насильственные действия сексуального характера в отношении девочек. В 1979 году он был признан виновным в покушении на совершение полового преступления с отягчающими обстоятельствами в отношении пятилетней девочки в городе Пискатауэй штата Нью-Джерси, но получил условный срок и после отказа пройти психологическое консультирование был отправлен на лечение в Мидлсекский исправительный центр для взрослых. В 1981 году Тиммендекас был признан виновным в нападении на семилетнюю девочку и заключён на шесть лет в Центр диагностики и лечения для взрослых (англ. Adult Diagnostic & Treatment Center; ADTC) в Авенеле штата Нью-Джерси.
Известно, что во время пребывания в ADTC Тиммендекас мало участвовал в предложенной программе лечения. Один из лечивших его врачей оценил Тиммендекаса как «нытика», который большую часть времени спал. Другой врач заявила, что была уверена в том, что Тиммендекас в конечном счёте совершит ещё одно половое преступление, хотя и не верила, что он совершит убийство.

## Убийство и суд
29 июля 1994 года Тиммендекас заманил Меган в свой дом, обещав показать щенка. Там он изнасиловал Меган, а затем задушил её ремнём и обмотал её голову двумя пакетами. Потом он перенёс её тело в грузовик, где надругался над ней ещё раз. После этого Тиммендекас поместил тело Меган в деревянный сундук и оставил его на территории Парка округа Мёрсер (англ. Mercer County Park).
На следующий день он признался следователям в убийстве девочки и указал местонахождение тела. Доказательствами послужили пятна крови, волосы и ворсинки одежды, а также след укуса Меган, оставшийся на руке Тиммендекаса.
Суд приговорил Тиммендекаса к смертной казни по следующим пунктам обвинения: похищение человека, четыре эпизода полового преступления при отягчающих обстоятельствах, а также два эпизода убийства при отягчающих обстоятельствах. Приговор был оставлен Верховным судом Нью-Джерси (англ. New Jersey Supreme Court) в силе после обжалования в 2001 году. Тиммендекас содержался в камере смертников до 17 декабря 2007 года, когда в штате Нью-Джерси была упразднена смертная казнь и смертный приговор был заменён пожизненным заключением без права досрочного освобождения.

## Закон Меган
Спустя один месяц после убийства Генеральной ассамблеей Нью-Джерси были приняты законопроекты, внесённые депутатом Полом Крамером, которые ввели обязательное включение лиц, совершивших насилие на сексуальной почве, в базу данных государства, а общество получило право быть осведомлённым о фактах соседства с указанными лицами и о тюремном заключении рецидивистов. Сам Крамер высказал суждение, что «Меган Канка была бы жива сегодня», если бы предложенные им законопроекты были приняты раньше.

## Фонд
Родители Меган создали благотворительный фонд The Megan Nicole Kanka Foundation с целью предупреждения сексуальных преступлений против детей.